# Molokai, la isla maldita
Molokai, la isla maldita és una pel·lícula espanyola de 1959, dirigida per Luis Lucia i interpretada per Javier Escrivá, Roberto Camardiel, Gérard Tichy, Marcela Yurfa, Nani Fernández, Ángel Aranda i María Arellano. En papers secundaris apareixien Lola Gaos i Luis Ciges. El guió va estar a càrrec de Luis Lucia i Jaime García-Herranz. La música va ser composta per Salvador Ruiz de Luna.
Es va rodar als palmerars d'Alacant.

## Tema
Desenvolupa un tema històric i religiós molt grat al cinema espanyol de la postguerra: la vida heroica de Sant Damià de Molokai amb els leprosos de l'illa de Molokaʻi (Regne de Hawaii) a la fi del segle xix.

## Premis
Medalles del Cercle d'Escriptors Cinematogràfics
| Categoria              | Pel·lícula           | Resultat  |
| ---------------------- | -------------------- | --------- |
| Millor actor principal | Javier Escrivá       | Guanyador |
| Millor guió            | Jaime García-Herranz | Guanyador |

- El Sindicat Nacional de l'Espectacle li va concedir el premi a la millor pel·lícula i a Luis Lucia el de millor director.
- Javier Escrivá va obtenir el Fotogramas de Plata al millor intèrpret de cinema espanyol.

## Remakes
- En 1980 es va produir una pel·lícula sobre el pare Damián: Father Damien: The Leper Priest (1980). Va ser interpretat per l'actor Ken Howard (pel·lícula per a televisió).
- En 1999 es va produir una pel·lícula belga amb el mateix tema: Molokai: The Story of Father Damien, dirigida per Paul Cox i protagonitzada per David Wenham.

També en 1938 s'havia rodat un curtmetratge titulat The Great Heart de David Miller sobre el Pare Damián.